# كالفين ماكي
كالفين ماكي (بالإنجليزية: Calvin Mackie)‏ هو متحدث تحفيزي ومهندس أمريكي، ولد في 1967 في نيو أورلينز في الولايات المتحدة.